# 陈营镇
陈营镇，是中华人民共和国江西省上饶市万年县下辖的一个乡镇级行政单位。

## 行政区划
陈营镇下辖以下地区：
新华社区、国泰社区、老街社区、建安社区、站前社区、公园社区、江泥社区、马塘社区、珠山虎头岗社区、稻香社区、惠民社区、东景社区、铁马社区、滨溪社区、丰收社区、幸福社区、珠山村、万民村、郊区村、邹坂村、马家村、石李村、聂家村、社里村、南岗村、永乐村、石古村、余源村和黄营村。